# Ferrotaaffeïta-2N’2S
La ferrotaaffeïta-2N’2S és un mineral de la òxids que pertany al grup de la taaffeïta.

## Característiques
La ferrotaaffeïta-2N’2S és un òxid de fórmula química Be(Fe,Mg,Zn)₃Al₈O16. Va ser aprovada com a espècie vàlida per l'Associació Mineralògica Internacional l'any 2011. Cristal·litza en el sistema hexagonal. La seva duresa a l'escala de Mohs es troba entre 8,5 i 9.

## Formació i jaciments
Va ser descoberta al dipòsit d'estany de Xianghualing, al comtat de Linwu, dins Chenzhou (Hunan, República Popular de la Xina), on es troba en forma de cristalls tabulars d'una mida propera als 100 μm, sent l'únic a tot el planeta on ha estat descrita aquesta espècie mineral.